# Alain Mathot
Alain Mathot (* 29. August 1972 in Seraing) ist ein belgischer Politiker der Parti Socialiste (PS). Er ist Mitglied der föderalen Abgeordnetenkammer. Er war amtierender Bürgermeister von Seraing. Alain Mathot ist der Sohn des ehemaligen Ministers und Bürgermeisters von Seraing, Guy Mathot (PS).

## Leben
Alain Mathot ist in einer Familie mit sozialistischer Tradition aufgewachsen. Sein Vater Guy Mathot war langjähriger Abgeordneter, Minister und Bürgermeister für die PS. Seine Großeltern waren ebenfalls politisch links engagiert. Mit 18 Jahren wurde auch Alain Mathot Parteimitglied der PS.
Mathot studierte zuerst Wirtschaftswissenschaften an der Universität Lüttich (ULg), stieg aber nach seinem dritten Studienjahr direkt ins Berufsleben ein und wurde im Immobiliengewerbe als Berater und Vermittler tätig.
Seinen ersten wirklichen politischen Wahlkampf führt Mathot im Jahr 1999, wo er bei den Regionalwahlen als dritter Ersatzkandidat antrat und ein beachtliches Ergebnis einfuhr. Im darauf folgenden Jahr wurde Mathot in den Gemeinderat von Flémalle gewählt. Seit 2003 ist Mathot ebenfalls als föderaler Abgeordneter tätig. Im Jahr 2006, nachdem er Flémalle verlassen hatte und in seine Geburtsstadt Seraing zurückgekehrt war, konnte er sich das Bürgermeisteramt erkämpfen.
Innerhalb der PS ist Mathot Vize-Vorsitzender der Lütticher Föderation der PS. Dort wurde ihm besonders seit den Föderalwahlen von 2010 ein gespanntes Verhältnis mit Michel Daerden (PS) nachgesagt, da Mathot und nicht Daerden den ersten Listenplatz bei den Wahlen erhalten hatte. Daerden machte sich daraufhin über Mathot lustig, da er trotz des letzten Listenplatzes die meisten Vorzugsstimmen im Wahlkreis Lüttich erhalten hatte.
Vor und auch nach den Föderalwahlen 2010 wurden bei Mathot aufgrund eines Korruptionsverdachtes Hausdurchsuchungen unternommen.
Im Juni 2018 stellte das Lütticher Strafgericht in einem Verfahren gegen Dritte fest, dass Mathot 700.000 Euro Bestechungsgeld erhalten habe. Ein Strafurteil gegen ihn war aufgrund seiner Immunität nicht möglich. Darauf erklärte Mathot, dass er weder für die Kammer als noch Bürgermeister wieder kandidieren wolle. Nachdem Mathot aus dem Abgeordnetenhaus schied, kündigte die Staatsanwaltschaft Lüttich im Juni 2019 an, erneut ein Strafverfahren gegen ihn anzustreben.

## Übersicht der politischen Ämter
- 2000–2004: Mitglied des Gemeinderats in Flémalle
- 2003–2019: Mitglied der föderalen Abgeordnetenkammer
- 2006–2018: Bürgermeister von Seraing[5]